# 劉哲龍
劉哲龍（韓語：유철용，1963年11月14日—），韓國電視劇導演。

## 作品列表

### 電視劇
- 1996年：SBS《都市男女》
- 1998年：SBS《愛也好恨也好》
- 1999年：SBS《甜蜜新娘》
- 2003年：SBS《All In》
- 2004年：SBS《走向暴風》
- 2005年：MBC《悲傷戀歌》
- 2007年：MBC《H.I.T》
- 2009年：SBS《吞噬太陽》
- 2011年：KBS《波塞冬》
- 2014年：MBC《Triangle》
- 2016年：湖南衛視《最佳情侶》

## 外部連結
- NAVER （页面存档备份，存于）